# Törtetők (film)
A Törtetők (eredeti címén: Entourage) 2015-ös amerikai dráma-filmvígjáték, melyet Doug Ellin rendezett. A főszerepben Kevin Connolly, Adrian Grenier, Kevin Dillon, Jerry Ferrara és Jeremy Piven látható. A film az azonos című HBO-sorozat folytatása.
Az Amerikai Egyesült Államokban 2015. június 3-án mutatták be, Magyarországon három héttel később szinkronizálva, június 25-én az InterCom Zrt. forgalmazásában.
A film általánosságban negatív kritikákat kapott a kritikusoktól, de a sorozat rajongói jól fogadták.

## Cselekmény
Vincent Chase filmsztár a fiúkkal, Eric-kel, Turtle-lel és Johnnyval együtt visszatér – és újra együtt dolgoznak a szuperügynökből lett stúdiófőnökkel, Ari Golddal egy kockázatos projekten, amely Vince rendezői debütálása is egyben.

## Szereplők
| Szerep                     | Színész            | Magyar hang     |
| -------------------------- | ------------------ | --------------- |
| Eric Murphy                | Kevin Connolly     | Hamvas Dániel   |
| Ari Gold                   | Jeremy Piven       | Hajdu Steve     |
| Johnny "Drama" Chase       | Kevin Dillon       | Fenyő Iván      |
| Vincent Chase              | Adrian Grenier     | Előd Botond     |
| Salvatore "Turtle" Assante | Jerry Ferrara      | Elek Ferenc     |
| Sloan McQuewick            | Emmanuelle Chriqui | Ruttkay Laura   |
| Melissa Gold               | Perrey Reeves      | Bodor Böbe      |
| Lloyd Lee                  | Rex Lee            | Pálmai Szabolcs |
| Shauna Roberts             | Debi Mazar         | Lázár Erika     |
| Billy Walsh                | Rhys Coiro         | Szakács Tibor   |
| Dana Gordon                | Constance Zimmer   | Ősi Ildikó      |
| Travis McCredle            | Haley Joel Osment  | Szabó Máté      |
| önmaga                     | Ronda Rousey       | Pálmai Anna     |
| Allen, Ari asszisztense    | Scott Mescudi      | Patkós Márton   |
| John Ellis                 | Alan Dale          | Barbinek Péter  |
| Larsen McCredle            | Billy Bob Thornton | Jakab Csaba     |
| Dr. Marcus                 | Nora Dunn          | Bertalan Ágnes  |
| Bob Ryan                   | Martin Landau      | Csuha Lajos     |

Cameoszerepek
Az alábbi színészek önmagukat alakítják.
- Nina Agdal
- Jessica Alba (magyar hangja: Bogdányi Titanilla)
- David Arquette (magyar hangja: Magyar Bálint)
- Shayna Baszler
- Tom Brady[15]
- Warren Buffett
- Gary Busey (magyar hangja: Rosta Sándor)
- Andrew Dice Clay (magyar hangja: Törköly Levente)
- Linda Cohn
- Tameka Cottle
- Common
- Mark Cuban
- Baron Davis (magyar hangja: Horváth-Töreki Gergely)
- Jessamyn Duke
- Julian Edelman[15]
- David Faustino
- Jon Favreau (magyar hangja: Barabás Kiss Zoltán)
- Kelsey Grammer (magyar hangja: Forgács Gábor)
- Jim Gray
- Rob Gronkowski[15]
- Armie Hammer
- Calvin Harris
- Thierry Henry[16]
- Terrence J
- Cynthia Kirchner[17]
- Matt Lauer
- Greg Louganis
- Chad Lowe
- Clay Matthews III
- Maria Menounos
- Alyssa Miller
- Piers Morgan[18]
- Liam Neeson[19] (magyar hangja: Csernák János)
- Ed O’Neill
- Emily Ratajkowski[12] (magyar hangja: Tarr Judit)
- Mike Richards
- Stevan Ridley[15]
- Bob Saget (magyar hangja: Vida Péter)
- Saigon
- Richard Schiff
- David Spade
- George Takei
- T.I.
- Steve Tisch
- Mike Tyson (magyar hangja: Schneider Zoltán)
- Mark Wahlberg (magyar hangja: Stohl András)
- Pharrell Williams
- Russell Wilson[20] (magyar hangja: Pál Tamás)